# Tátil Design
Tátil Design (antes conhecida como Tátil Design de Ideias) é uma consultoria brasileira de branding estratégico fundada em 1989 no Rio de Janeiro por Fred Gelli, Patrícia Pinheiro e Gustavo Gelli, atuando na integração de design, sustentabilidade e biomimética. Entre seus principais projetos estão a marca tridimensional dos Jogos Olímpicos de Verão de 2016 e a marca multissensorial dos Jogos Paralímpicos, a marca Rio Carnaval 2022 (LIESA), com a qual conquistou dois Leões de Ouro no Cannes Lions 2022 (nas categorias Design e Industry Craft), além de trabalhos para Magalu, Tudum — Netflix e Vibra Energia. Certificada como B Corp desde 2021, a Tátil mantém escritórios no Rio de Janeiro, São Paulo e Londres e, em 2025, anunciou a abertura de um hub em Nova Iorque.

## Áreas de atuação
- Core da marca: Estratégia & Sistema, Plataforma de Marca, Arquitetura de Marca, Identidade Visual, Identidade Verbal
- Expressão de marca: Varejo, Embalagem, Produto, Design de Espaços, Naming, Criação de Logotipos, Tipografia
- Aplicação de marca: Conteúdo, Comunicação, Design de Papelaria, Campanhas, Fotografia, Vídeo & Motion, Design-as-a-Service
- Governança de marca: BrandCenter, Kits de Ferramentas & Diretrizes, Capacitação de Parceiros, Design-as-a-Service
- Digital: Design de Produto, Sistemas de Design, Pesquisa de UX, AI Buddy Creator, Gerenciamento de Ativos Digitais com IA e AI Brand Compliance

O produto AI Brand Compliance foi listado entre os projetos do concurso Lovable Shipped 2025.

## História e fundação

### Origens eco-design e biomimética (1989–1998)
Inspirado por sua pesquisa de “embalagens da natureza” na Universidade de Viçosa — onde Gelli buscava elementos da natureza que pudessem auxiliar na melhoria da criação de embalagens, suas funcionalidades e design —, surge a Tátil, em 1989, atuando em uma frente de design de produto e de design criativo atendendo a campanha de Fernando Gabeira e projetos sustentáveis para a The Body Shop.
Em 1991 o estúdio formalizou seus 8 Princípios Criativos, entre eles a ideia de projetar usando soluções naturais; o fazer COM e não PARA; ouvir o desejo expressivo dos materiais; e a busca de soluções de baixo impacto ambiental e alto impacto sensorial. Na ECO-92 ganhou destaque nacional pelo uso de papel reciclado, e, em 1998, criou a “Fábrica de Ideias”, onde nasceu a máquina Mini-Pollock, que personaliza canetas de papel reciclado com respingos de tinta.

### Brandexperience e expansão (1999–2009)
A chegada da Natura em 1999 consolidou o foco em impacto sensorial aliado a critérios ambientais. Nos anos 2000, a empresa desenvolveu experiências de marca para TIM e Nokia. Em 2003, lançou o Núcleo de Inspiração & Estratégia. A década encerrou-se com o hub de inovação Cria e prêmios no Cannes Lions associados a projetos da Coca-Cola.

### Projetos globais e Rio 2016 (2010–2016)
Em 2010, a Tátil venceu a concorrência para a marca dos Jogos Olímpicos do Rio de Janeiro e desenvolveu um logotipo em três dimensões; em 2011, criou a marca dos Jogos Paralímpicos e iniciou trabalhos para a Danone. Em 2014, recebeu o Prêmio Caboré e, em 2016, Fred Gelli participou da direção artística das cerimônias paralímpicas.

## Internacionalização e transformação digital (2017–presente)
Em 2019, a empresa reportou rebranding de 30 anos e a abertura de um hub em Paris para atender a Danone. Em 2020, lançou a plataforma de curadoria e conteúdo asterisco* e, em 2021, obteve a certificação B Corp. No período, conduziu o rebranding do Canal Brasil, criou a joint venture tátil & môre e inaugurou um hub em Londres em 2024. Em 2025, foi anunciado um hub criativo em Nova Iorque, bem como ofertas de Sprints Criativos e o MVP do AI Brand Compliance, ferramenta de governança verbal e visual para fortalececimento de marca em contextos de alta complexidade regulatória e comunicacional.

### Processo proprietário debranding
O processo divulgado pela empresa compreende cinco etapas: Brand Dive (imersão), Brand Soul (propósito), Brand Body (expressão), Brand Moves (ativação) e Brand Center (governança digital).
O portfólio inclui, entre outros, a embalagem Natura SOU, a identidade do Rio Carnaval, ações para o Instituto Burle Marx (com menções no D&AD em 2020) e o sistema de embalagens da Danone.

### Biomimética aplicada aodesign
A biomimética tornou-se um eixo de atuação a partir do convívio entre Gelli e a professora Ana Branco. A trajetória recente é abordada no documentário A Barraca Voadora. Fred Gelli e Thalita Campbell também participaram do documentário Biocêntricos, narrado por Janine Benyus.

## Portfólio
| Segmento               | Destaques |
| ---------------------- | --- |
| Eventos                | Jogos Olímpicos de Verão de 2016 (branding, logotipo, pictogramas, sistema de identidade) · Rio Carnaval (LIESA) 2022 e refresh em 2025 (branding, tipografia, sistema de identidade, motion design e programação criativa) |
| Beauty & FMCG          | Natura & Co. · Danone · Coca-Cola · Magalu · AB InBev — Skol · Brahma · Hoegaarden · Michelob Ultra · Bohemia · RBI — Tim Hortons · Carrefour · Kimberly-Clark                                                              |
| Mídia & entretenimento | Canal Brasil · Amazon Studios Brasil |
| Mercado Financeiro     | XP Investimentos · Febraban · Itaú · Follow |
| Outros                 | Embraer · SailGP |

## Prêmios e reconhecimentos
- Certificação B Corp
- Fast Company Most Innovative 2024 (Top 10 Design)
- One Show Global Ranking 2025 (#4 independentes)[41]
- D&AD Global 2024 (#6)
- 12 Cannes Lions[42][12]
- 9 D&AD Pencils[43]
- Bronze ADC / One Show 2025 (Natura Ryos)[44]
- Latin American Design Awards 2023 (1 Ouro, 2 Pratas)[45]
- Prêmio Caboré (2009 e 2014)[46][47]

### Sócios e liderança
| Cargo                  | Nome              |
| ---------------------- | ----------------- |
| Fundador & CEO         | Fred Gelli        |
| Presidente             | Pedro Medicis     |
| CGO                    | Ulli Ferrari      |
| COO                    | Felipe Aguiar     |
| CFO                    | Tiago Fernandes   |
| Diretora de Receita    | Juliana Barreto   |
| Diretora de Estratégia | Amanda Gebara     |
| Diretor de Criação     | Cristiano Gonçalo |
| Diretor de Criação     | Beto Bicesto      |
| Diretora de Criação    | Julia Liberati    |
| Diretor de Operações   | Lenardo Lopes     |
| Diretora de Growth     | Renata Costa      |